# ピンス
ピンス（朝: 빙수、英: Bingsu）とは、刻んだ果物、コンデンスミルク、フルーツシロップ、小豆などの甘いトッピングが入った韓国のかき氷である。bingsooと表記されることもある。小豆を使ったものはパッピンス（朝: 팥빙수 英語: Pat-Bingsu）と呼ばれる。

## 概要
「ピンス」は「氷水」、「パッ」は小豆の意である。その名の通り「小豆のかき氷」を表す。アイスクリームや練乳、イチゴやキウイやバナナなどの果物、フルーツシロップ、小さなトック（餅）、きな粉、固いゼリーやシリアルなどがのせられ、屋台でも売られている 。パッピンス以外には抹茶味やコーヒー味といった様々なバリエーションがある。盛り付けと氷をビビンバのようにかき混ぜて食べるのが一般的。
大韓民国の多くのファストフードやカフェ、専門店で提供されている。アイスクリーム/ヨーグルトチェーンのピンクベリーとレッドマンゴーは一年中販売している。

## 海外
アメリカのロサンゼルスのコリア・タウンでも人気である。2017年頃にはタイへ上陸し、ピンスからビンスーと呼ばれ短期間で浸透している。

## ギャラリー

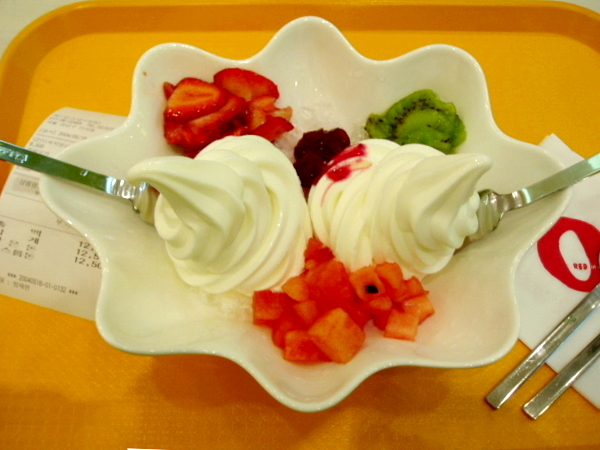
レッドマンゴー（英語版）チェーンのヨーグルトピンス
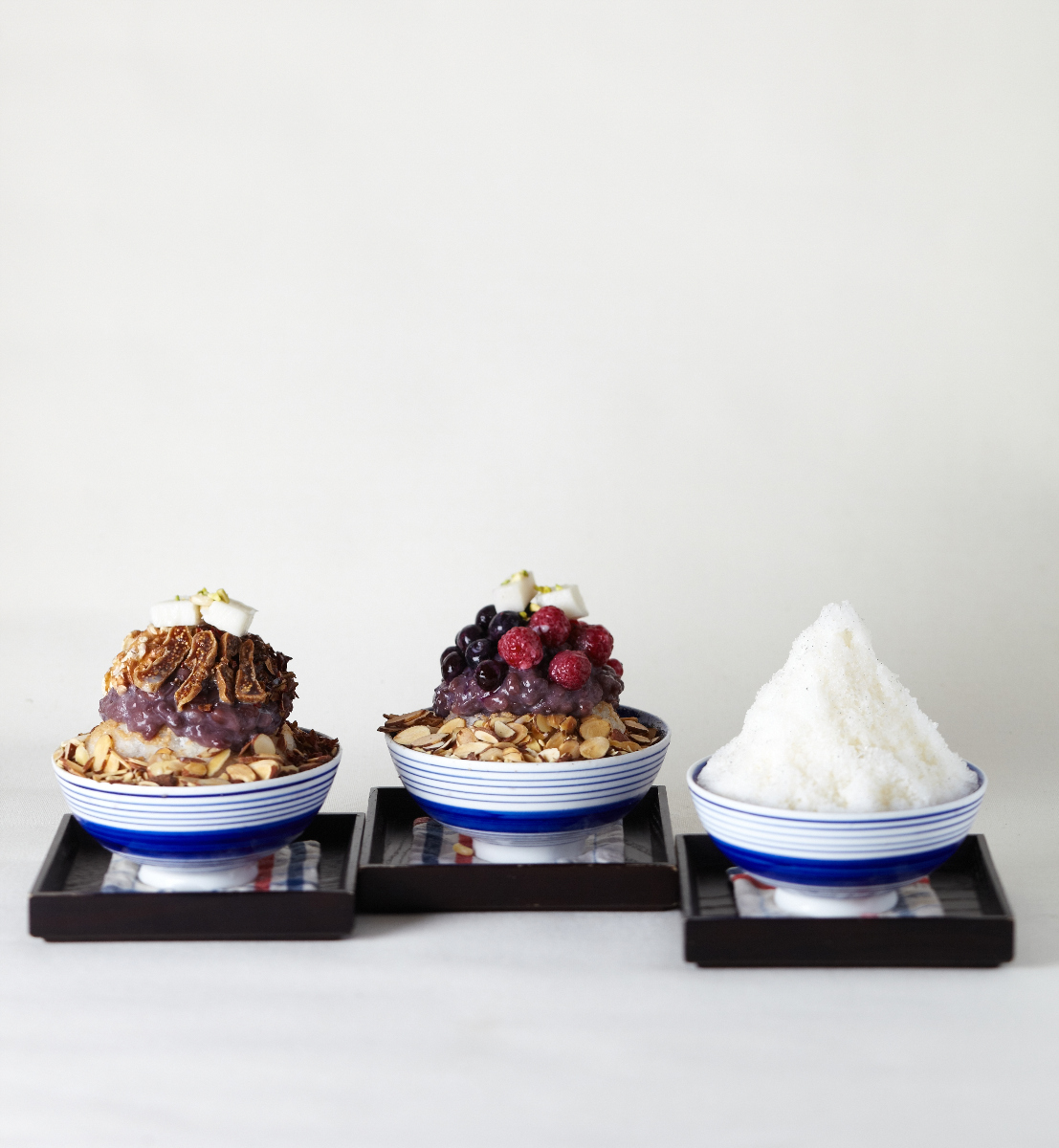
ピンス
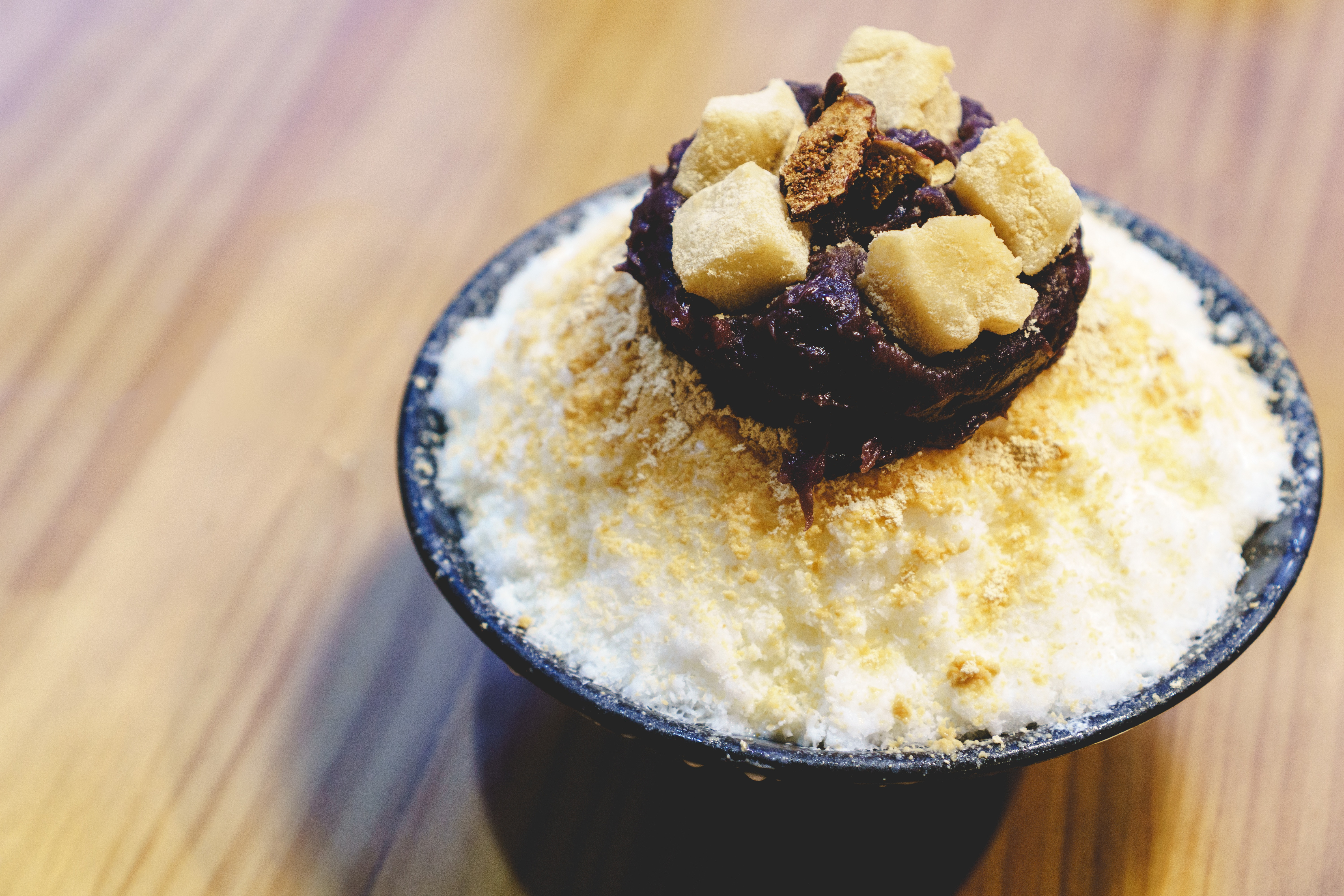
ピンス
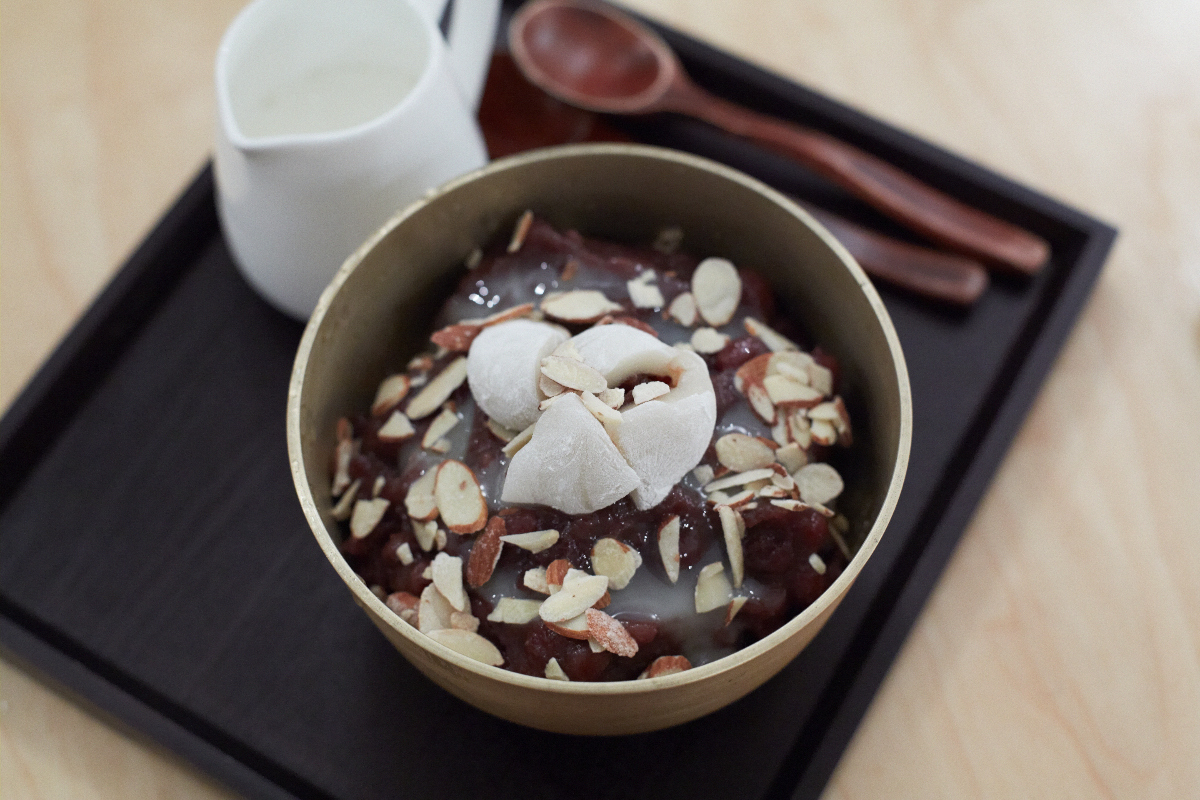
伝統的なピンス